# Jacques Anne Joseph Le Prestre de Vauban
Jacques Anne Joseph Le Prestre de Vauban   (Dijon, 10 de març de 1754 - 20 d'abril de 1816) fou comte de Vauban i militar francès. Era net del mariscal de camp Antoine Le Prestre de Vauban. Seguí Rochambeau a Amèrica, d'on tornà al Regne de França el 1782. Dos anys després el duc d'Orleans, del qual n'era majordom, el nomenà coronel del regiment d'infanteria del seu nom. El 1791 emigrà amb la major part dels oficials d'aquest cos, unint-se a Coblença al comte d'Artois, i prengué part en la campanya de 1792. Nomenat ajudant de camp d'aquest príncep, partí amb ell a Rússia i d'allà a Anglaterra, i admès per Puisaye en el nombre d'oficials destinats a l'expedició de les costes de Bretanya, va rebre l'encàrrec de dirigir un nou cos de 500 homes a l'interior, entrant sense obstacle a Auray: però obligat a tornar enrere, guanyà la península de Quiberon, i escapà amb penes i treballs d'un gran desastre. Tornat a França durant el Consolat francès, fou arrestat el 1806 amb l'excusa d'intrigues reialistes i tancat en el Temple, on va compondre les seves Memoires històriques pour servir à l'histoire des guerres de la Vendée. Posat en llibertat després de la publicació d'aquesta obra, es retirà a les seves possessions.